# Busalla
Busalla (en ligur Bûsalla) és un comune italià, situat a la regió de la Ligúria i a la ciutat metropolitana de Gènova. El 2011 tenia 5.740 habitants. Limita amb les comunes de Crocefieschi, Fraconalto, Isola del Cantone, Mignanego, Ronco Scrivia, Savignone i Vobbia.

## Geografia
Situat a l'alta vall del Scrivia, al nord de Gènova, compta amb una superfície de 17,06 km² i les frazioni de Bastia, Camarza, Sarissola, Salvarezza e Semino. Tot el comune forma part del Parc natural regional de l'Antola.